# Anders Öhman (litteraturvetare)
Lars Anders Lennart Öhman, född 22 oktober 1953 i Luleå, är en svensk litteraturvetare. 
Han disputerade 1990 med avhandlingen Äventyrets tid: den sociala äventyrsromanen i Sverige 1841–1859.
Anders Öhman har i huvudsak varit verksam som forskare och lärare vid Umeå universitet, där han är professor i litteraturvetenskap och litteraturdidaktik vid institutionen för kultur- och medievetenskaper. Han har också medverkat i dagstidningar som Folkbladet och Västerbottens-Kuriren, och kulturtidskrifter som Horisont, Kulturella perspektiv, Kvinnovetenskaplig tidskrift, Samlaren, Tidskrift för litteraturvetenskap, Tidskriften Västerbotten och Tvärsnitt.
Han är gift med Annelie Bränström Öhman, även hon professor i litteraturvetenskap, och sedan ett tidigare äktenskap far till maskören Love Larson.

## Priser och utmärkelser
- Ivar Lo-Johanssons personliga pris 2005